# Beth (piosenkarka)
Beth, właśc. Elisabeth Rodergas Cols (ur. 23 grudnia 1981 w Súrii) – hiszpańska piosenkarka.

## Życiorys
Jest córką Maleny Arnelas i Miquela Colsa. Matka pochodzi z Andory, a ojciec z pochodzenia jest Katalończykiem.
Jesienią 2002 wzięła udział w drugiej edycji programu Operación Triunfo. Choć od pierwszego odcinka była jedną z faworytek do zwycięstwa, ostatecznie zajęła trzecie miejsce w odcinku finałowym. 10 lutego z utworem „Dime” zwyciężyła w programie wyłaniającym reprezentanta Hiszpanii w 48. Konkursie Piosenki Eurowizji w 2003. Z utworem „Dime” dotarła do pierwszego miejsca krajowej listy przebojów. Po finale programu wyjechała do Londynu, gdzie nagrywała materiał na swoją pierwszą płytę oraz pracowała jako kelnerka. W kwietniu wydała album pt. Otra realidad, z którym dotarła do pierwszego miejsca listy najczęściej kupowanych płyt w Hiszpanii. W maju wystąpiła w finale Eurowizji 2003 i zajęła w nim ósme miejsce.
W kolejnych latach wydała jeszcze kilka albumów: Palau de la música Catalana (2004), My Own Way Home (2006), Segueix-me el fil (2010) i Família (2013).

## Dyskografia
Albumy studyjne
- Otra realidad (2003)
- Palau de la música Catalana (2004)
- My Own Way Home (2006)
- Segueix-me el fil (2010)
- Família (2013)